# Phenacoccus abditus
Phenacoccus abditus är en insektsart som beskrevs av Borchsenius 1949. Phenacoccus abditus ingår i släktet Phenacoccus och familjen ullsköldlöss. Inga underarter finns listade i Catalogue of Life.